# فرگه: فلسفه ریاضیات
فرگه: فلسفه ریاضیات (انگلیسی: Frege: Philosophy of Mathematics) کتابی راجع به گوتلوب فرگه است که توسط مایکل دامت فیلسوف بریتانیایی نوشته شده‌است.

## اهمیت
کتاب فرگه: فلسفه ریاضیات بسیار تأثیرگذار بوده‌است. این کتاب به همراه فرگه: فلسفه زبان چاپ شده در ۱۹۷۳، مهم‌ترین آثار دامت راجع به فرگه هستند.